# Jang Jun
Jang Jun (Hongseong, 16 de abril de 2000) é um taekwondista sul-coreano, medalhista olímpico.

## Carreira
Jun conquistou a medalha de bronze nos Jogos Olímpicos de Verão de 2020 em Tóquio, após confronto contra o húngaro Omar Salim na categoria até 58 kg. Ele ganhou a medalha de ouro no Campeonato Asiático de Taekwondo 2018 na categoria até 54 kg e dois títulos do Grande Prêmio Mundial de Taekwondo em 2018.